# Le Pays renversé
Le Pays renversé (sous-titré Amérindiens et Européens en Amérique du Nord-Est, 1600-1664) est un livre sur l'histoire des Premières Nations du Canada et l'histoire coloniale de l'Amérique du Nord, de 1600 à 1664, rédigé par l'historien-sociologue Québécois Denys Delâge, publié en 1985 dans sa langue originale et traduit en anglais en 1993.
Professeur de sociologie et de méthodologie historique à l'Université Laval, Denys Delâge étudie et enseigne l'histoire des Premières Nations du Québec, le domaine principal de ses recherches et publications. Son livre a reçu une très bonne critique dans la presse et dans le milieu universitaire. Beaucoup voient cet ouvrage comme essentiel, car il brosse un portrait très souvent oublié de la collision entre l'Europe et le « Nouveau Monde » avec l'étude plus détaillée des peuples autochtones et de certains aspects rarement abordés dans l'histoire coloniale.
Ce travail est considéré comme un ouvrage important dans l'étude de l'économie coloniale en Amérique du Nord, des populations autochtones et des colonies, surtout celle de la Hollande, qui est souvent omise dans l'histoire de l'Amérique du Nord.

## Contexte historiographique
Le livre paraît au moment d'un foisonnement de travaux historiques sur les Premières Nations et leurs relations avec les européens lors de l'époque coloniale. Cet intérêt plus marqué pour l'histoire des autochtones au Canada a son origine en 1971 avec la publication d'un article critique de James W. ST. G. Walker sur le traitement des autochtones dans l'historiographie canadienne. Il y observait le traitement des autochtones comme des « sauvages », jamais étudiés indépendamment de leurs relations avec les colons européens dans la perspective d'une histoire nationale canadienne ou canadienne-française. Les meilleurs travaux étaient notés comme étant ceux qui font preuve d'interdisciplinarité, empruntant par exemple à l'anthropologie. Les décennies 1970 et 1980 donnent lieu à un grand progrès à ce niveau. Alors que les autochtones étaient autrefois présentés comme marginaux, ou uniquement en termes de leurs alliances et relations avec les Européens, il y a émergence de plusieurs travaux de qualité qui présentent les autochtones comme « des acteurs et non de simples éléments du décor » et qui font preuve d'une réelle « volonté de compréhension mutuelle ». Les historiens font aussi plus appel à des compétences interdisciplinaires et à l'ethnohistoire. Le Pays renversé s'insère parfaitement dans ce courant: Delâge a une formation de sociologue en plus d'être historien et fait appel à une perspective anthropologique qui le rapproche de Bruce Trigger pour mieux comprendre les sociétés amérindiennes et leurs interactions avec les colons européens. Le livre est publié peu de temps après que Bruce Trigger, qui fait lui-même appel à l'archéologie, l'anthropologie et l'ethnohistoire, ait étudié les relations entre Français et Amérindiens au XVIIe siècle et que James Axtell ait publié une histoire des contacts entre Français, Britanniques et Amérindiens à la même époque. L'année 1985 a également vu paraître un volume d'histoire et d'archéologie édité par William Fitzhugh sur le même sujet.
Delâge innove par son approche sociologique et son utilisation de la théorie du système-monde d'Immanuel Wallerstein comme cadre d'analyse de l'ouvrage. Il perçoit donc le continent nord-américain comme une seule unité socio-économique et l'histoire des relations entre Amérindiens et Européens comme l'histoire de l'intégration de cet espace économique à une « économie-monde » avec un centre, une semi-périphérie et une périphérie. Il remet ainsi en question les interprétations traditionnelles sur les relations entre Européens et Amérindiens. L'un des aspects les plus originaux de l'ouvrage est la tentative plutôt réussie d'appliquer un cadre « néomarxisant » à l'histoire des premiers contacts entre Européens et Amérindiens. Il utilise les théories sociales de nombreux autres auteurs pour renforcer son analyse.
Il utilise la notion d'échange inégal développée par Arghiri Emmanuel pour expliquer le désavantage commercial des Amérindiens face aux Européens. Ce concept est habituellement utilisé pour expliquer comment les pays du tiers-monde sont exploités et désavantagés commercialement puisque leurs exportations vers les pays développés demandent plus d'heures de travail que les exportations de ces derniers vers les pays en développement. Selon Delâge, les Amérindiens étaient dans une situation similaire puisqu'ils ne connaissaient pas l'abondance des produits que les Européens leur offraient en échange des fourrures et étaient donc initialement ignorant de la vraie valeur des fourrures pour les marchands Européens.
L'auteur se base sur les travaux de Bernard Bailyn et Charles Caroll pour l'histoire du succès anglais en Amérique du Nord et sur les travaux de Van Cleaf Bachman et Thomas Condon pour l'histoire de la Nouvelle-Hollande. Pour les sources françaises, il utilise principalement les relations des jésuites.

## Éditions
L'ouvrage a été publié par les éditions du Boréal en Français. Il a été traduit en anglais par Jane Brierley et publié par UBC press sous le titre Bitter Feast: Amerindians and Europeans in Northeastern North America, 1600-64.

## Composition de l'ouvrage

### Plan et structure
L'ouvrage est composé de 6 chapitres et une conclusion, qui peuvent être divisés thématiquement en 3 parties. La première partie inclut seulement le chapitre 1, procédant à un bref survol des trois puissances principales dans la course à la conquête de l’Amérique du Nord ; la Hollande, la Grande-Bretagne et la France. La deuxième partie concerne les sociétés amérindiennes avant l'arrivée des colons européens, la notion d'échange inégal et l'intégration des sociétés amérindiennes au marché mondial. Dans la troisième, les chapitres 5 et 6 portent sur la compétition entre les empires hollandais, anglais et français pour le contrôle de l’économie atlantique et l'implantation de sociétés européennes en Amérique du Nord.
- Chapitre 1 : L'Europe en transition au cœur d'un système-monde économique
- Chapitre 2 : L'Amérique du Nord avant l'implantation européenne
- Chapitre 3 : La question de l'Échange Inégal
- Chapitre 4 : Huronie et Iroquoisie
- Chapitre 5 : Conquérir l'Amérique et conquérir l'Atlantique
- Chapitre 6 : La renaissance des sociétés européennes en Amérique du Nord

### Objectif
Dans sa préface, Delâge explique que trop souvent, seules quelques pages sont dédiées aux Premières Nations dans les études sur la Nouvelle-France pour se concentrer sur les sociétés européennes et leur évolution sur le territoire. Il continue sa ligne de pensée en disant que les chercheurs mettent de côté le rôle majeur que les autochtones d’Amérique du Nord ont joué à l'époque coloniale. Selon lui, on ne peut pas expliquer la conquête de l'Amérique du Nord sans parler des conquis. En plus de la faible mention des populations autochtones dans les études sur la Nouvelle-France, l'omission de la Suède et de la Hollande dans ce contexte est aussi un grand problème dû à l'influence de ces deux pays sur le territoire. Cette étude a donc comme objectif d'étudier les différentes puissances présentent en Amérique du Nord-Est. Le livre se concentre majoritairement sur l'aspect économique de ces grandes puissances, surtout leur transition vers un système capitaliste.

### Description du contenu
Le premier chapitre fait un bref survol des trois puissances principales dans la course à la conquête de l’Amérique du Nord ; la Hollande, la Grande-Bretagne et la France. Il explique la transition de la Grande-Bretagne et de la Hollande vers un système capitaliste, explique les faiblesses du système féodal de la France dans ses efforts de colonisation et de création d'un empire commercial. Tout cela incluant une partie sur la théorie du système-monde, théorie développée par Immanuel Wallerstein et qui fournit le cadre d'analyse de l'ouvrage. Dans le livre, Delâge l'explique comme ceci: « La théorie des systèmes mondiaux repose sur le principe que tous les systèmes mondiaux ont une organisation hiérarchique caractéristique, composée d'un centre (métropole), d'une semi-périphérie et d'une périphérie (Amérique, Afrique, Océanie). Par conséquent, chacun des groupes sociaux étudiés a sa place dans cette perspective. ».
Dans la deuxième partie du livre, le chapitre 2 dresse un portrait du continent nord-américain avant l'arrivée des populations européennes. Selon l'auteur, il est important d'apprendre à propos de la terre (la faune et la flore), l'histoire de leur arrivée sur le continent, les moyens de subsistance et les sociétés (principalement la société hurone) de ce continent. Il est bon de savoir ceci avant de pouvoir étudier les mécanismes qui ont intégré ce « nouveau » territoire dans le système capitaliste d'Europe.
Ensuite, le chapitre 3 explique les relations entre colonisateurs et colonisés sous l'aspect économique. Ce dernier traite surtout de l'échange inégal dans la traite des fourrures, les effets de cette traite sur les différentes nations autochtones (guerre des fourrures) et la nature, les premiers contacts économiques et la continuité de ceux-ci en Nouvelle-France et en Nouvelle-Néerlande, les épidémies qui touchent les peuples autochtones et leur dépendance aux produits européens.
Le chapitre 4 explore les transformations des sociétés des Premières Nations résultant de leur intégration au marché mondial sous l'angle des tentatives de christianisation des Hurons et des Iroquois par les missionnaires. Chez les Hurons, la relation commerciale privilégiée avec les français dépend de l'acceptation de la présence des missionnaires, qui entament une « offensive idéologique ». Les missionnaires, protégés par la dépendance des Hurons sur les Français, font de plus en plus de convertis, ce qui mène éventuellement à un schisme et une crise sociale parmi les Hurons. Leur société divisée est donc déjà en train de se désagréger lorsque se produit l'offensive finale des Iroquois contre la Huronie. Les Iroquois, eux, font leur commerce avec les Hollandais, qui n'envoient pas de missionnaires chez eux. La traite des fourrures bouleverse cependant la balance des pouvoirs au sein de la Confédération iroquoise en faveur des Mohawks, plus près de la Nouvelle-Hollande. Il y a création d’une classe dominée non permanente par la capture et l’adoption de prisonniers et une augmentation du pouvoir des chefs de guerre, l'auteur parlant même d'un possible embryon d'État. Même si quelques tentatives missionnaires ont du succès avec les tribus défavorisées par la balance du pouvoir et avec la classe dominée, les Iroquois rejettent finalement le christianisme.
Le chapitre 5 porte sur la compétition entre Hollandais, Anglais et Français pour le contrôle de l’économie atlantique, débutant avec la domination de la Hollande qui fut ensuite dépassée par l’Angleterre dont le système socio-économique favorisait l’émigration. Alors que l'Angleterre était initialement économiquement dépendante de la Hollande, la dépression économique, la réorganisation de l'industrie du textile, la vassalisation de l'Irlande, les enclosures et l'établissement de mesures protectionnistes lui permirent de prendre le contrôle de l'économie atlantique. Il explore également les raisons de la croissance rapide de la population coloniale. Il fait finalement état des guerres de colonisation et de la destruction des sociétés amérindiennes.
Dans le dernier chapitre, l'auteur explique comment les sociétés européennes se transplantèrent avec succès en Amérique du Nord, dans des conditions très différentes de celles présentes sur le vieux continent. Il donne un résumé de la façon dont les relations et les institutions sociales européennes se sont reproduites dans les colonies de Nouvelle-France et Nouvelle-Hollande, notamment les institutions religieuses, éducatives et politiques.

## Réception critique et universitaire

### Réception positive
L'ouvrage fût généralement bien reçu par la critique et le milieu universitaire. Il est qualifié d'essentiel par l'émission « C'est fou » de Radio-Canada, car « il replace le phénomène de la collision entre l'Amérique païenne et l'Europe chrétienne dans la juste perspective de l'histoire mondiale » et en éclaire les principes fondamentaux. Le livre a reçu le prix Lionel-Groulx du meilleur livre d'histoire (1986) et le prix John-Porter du meilleur livre canadien en sciences sociales.
Du côté académique, Le Pays renversé est bien vu pour avoir défait certains mythes comme celui de la « supériorité » des relations entretenues par les Français avec les Autochtones en comparaison aux autres puissances coloniales. Il défait également le récit traditionnel selon lequel la France et l'Angleterre furent les seules puissances importantes à s'être contesté le contrôle de l'Amérique du Nord en rappelant le rôle important de la Hollande dans cette histoire. François Trudel, professeur d'anthropologie de l'Université Laval, le nomme aux côtés des ouvrages de Bruce Trigger et William Fitzhugh comme un des livres importants du l'histoire des Autochtones sortis la même année. Dans la revue Histoire Sociale, Cornelius J. Jaenen le décrit comme une histoire coloniale bien écrite et solidement argumentée.

### Remise en cause
Dans la revue Canadian Literature, William J. Schleik critique l’œuvre comme reposant trop sur le déterminisme économique et ne permettant pas d’autres explications de nature non économique. Il trouve aussi problème avec le manque de données statistiques sur la majorité de la population coloniale, trouvant que l’auteur se repose trop sur les sources écrites ne représentant qu’une petite partie de la population, celle des élites lettrées, particulièrement les jésuites. Il propose l'utilisation de plus de sources autochtones.
Diane Payment, du département d'histoire de l'Université de Winnipeg, critique l'étude de Delâge qui, parfois, créée une idéalisation de la civilisation amérindienne en Amérique du Nord. Selon elle, même s'il faut mettre un plus grand accent sur ces civilisations, « il ne faut pas conclure à une société idyllique, en soi une autre forme de discrimination ». De plus, elle critique le fait que les ressources orale et visuelle amérindiennes ne sont pas assez exploitées, donnant une vision plus "eurocentriste" à la méthodologie de l'Étude.